# Zespół Parków Krajobrazowych nad Dolną Wisłą

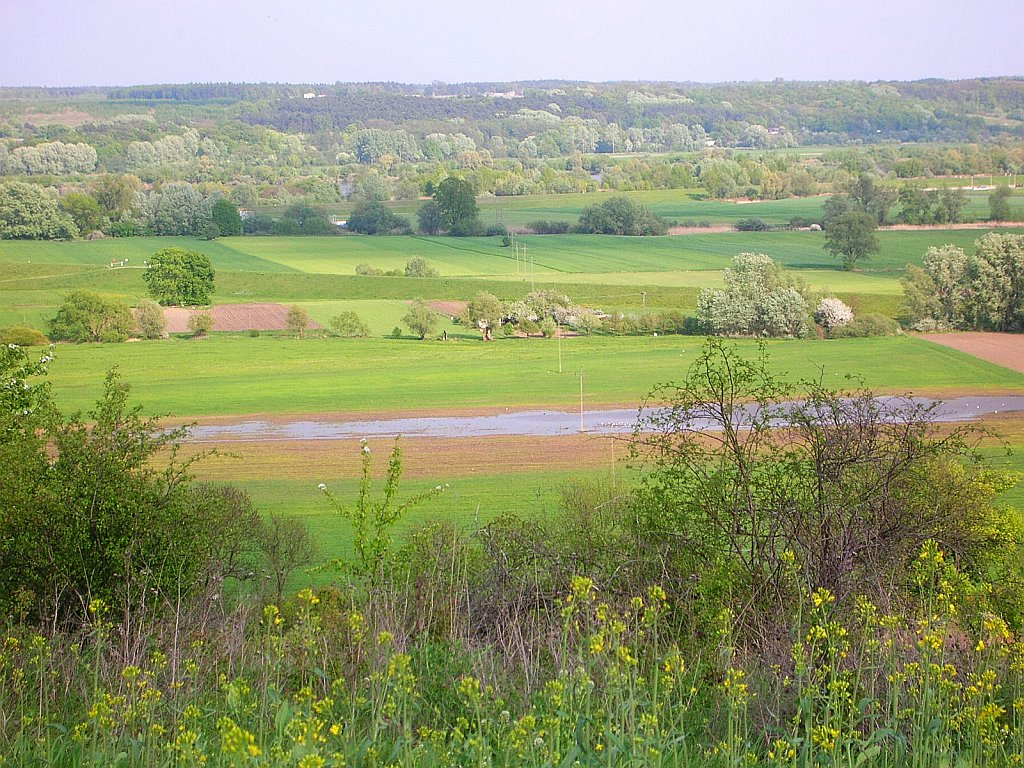
Fordoński Przełom Wisły

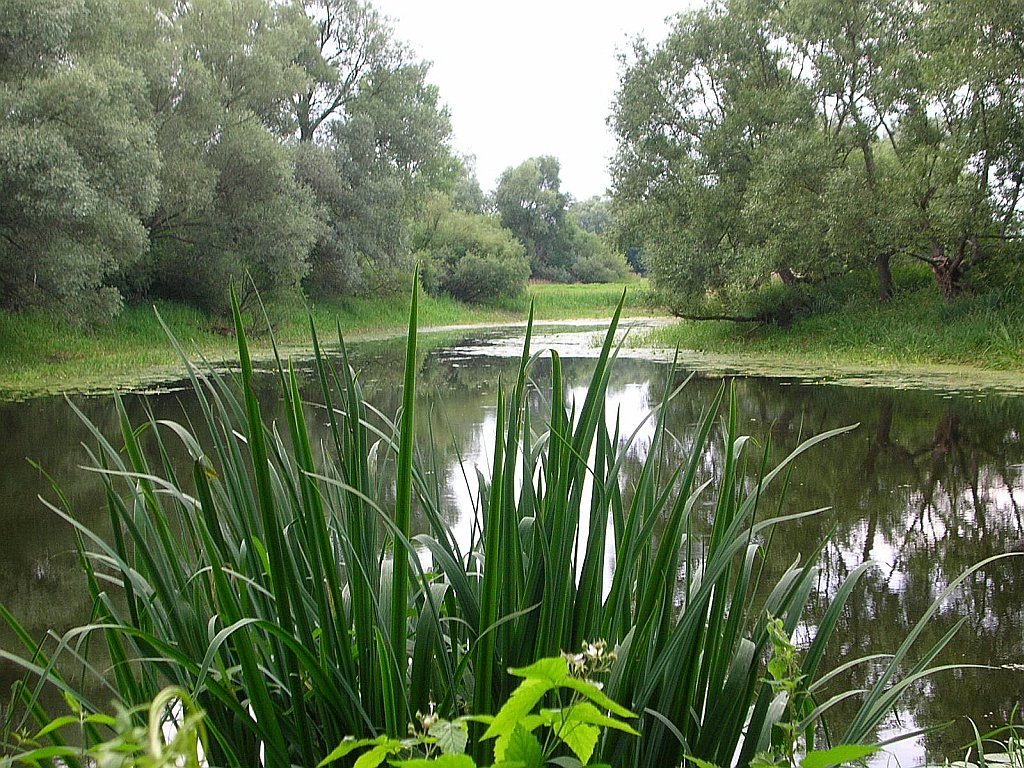
W rezerwacie Wielka Kępa Ostromecka

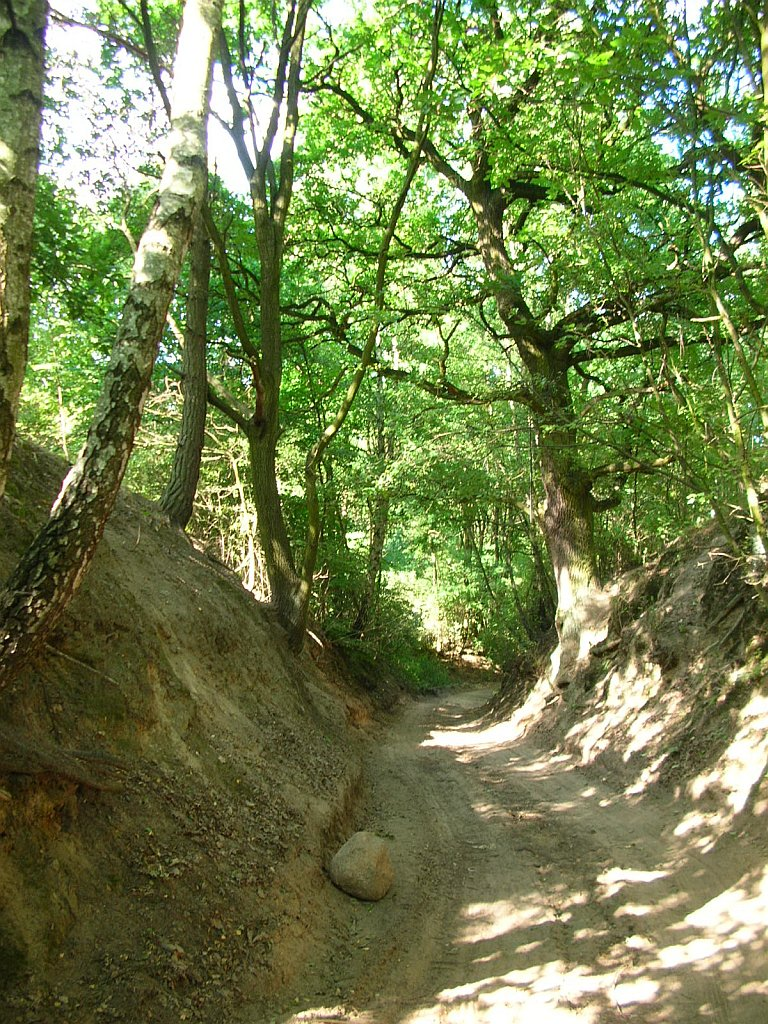
Parów w zachodnim zboczu doliny Wisły

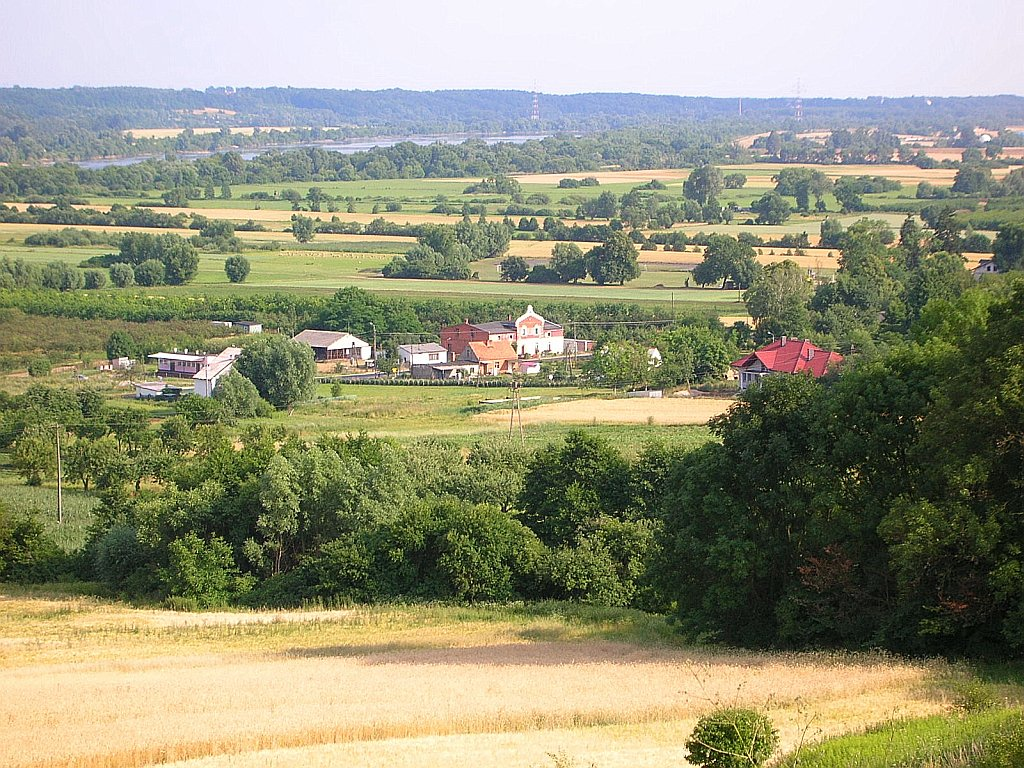
Dolina Fordońska – widok z grodziska w Strzelcach Dolnych

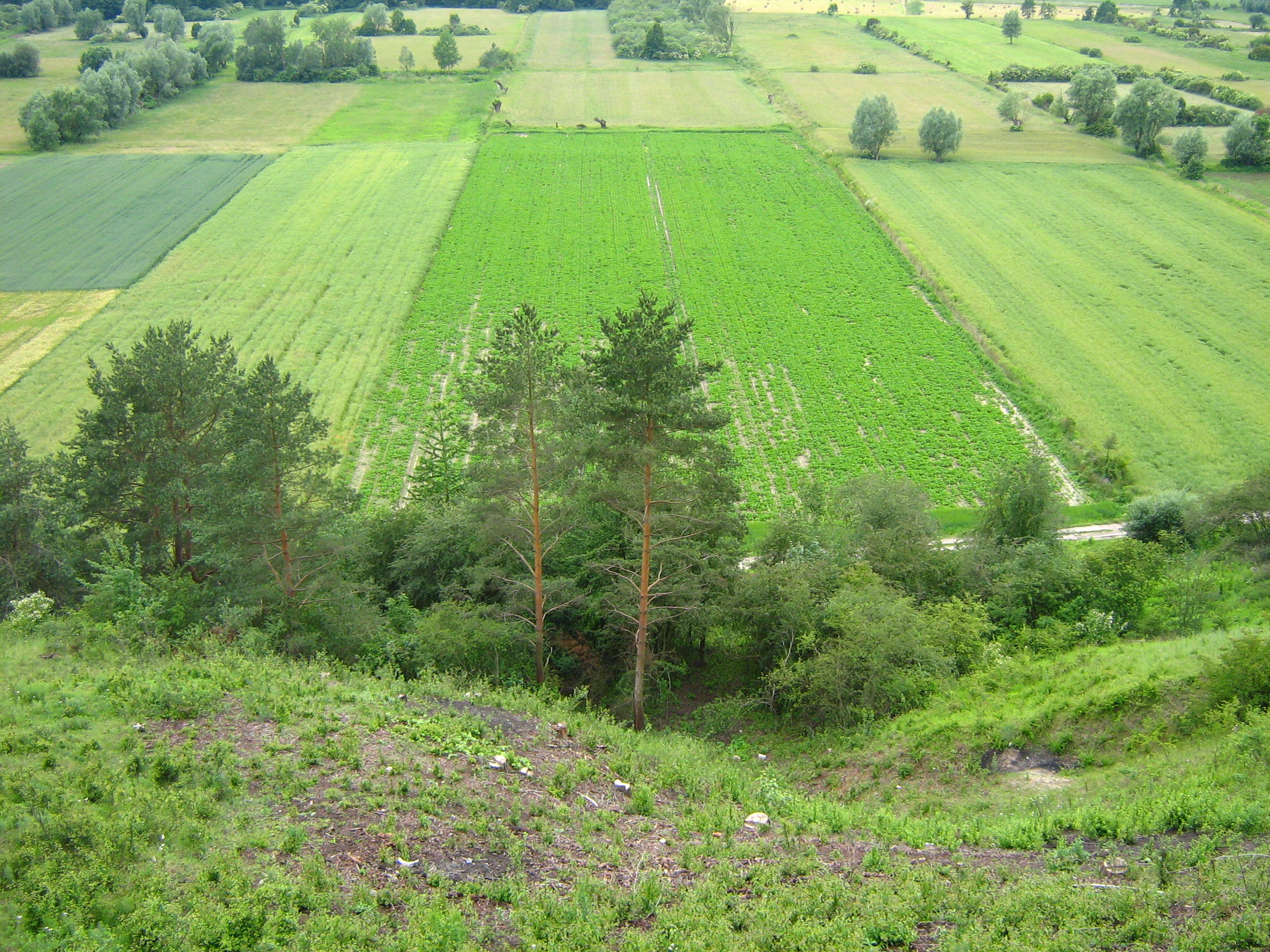
Rezerwat roślinności kserotermicznej Zbocza Płutowskie

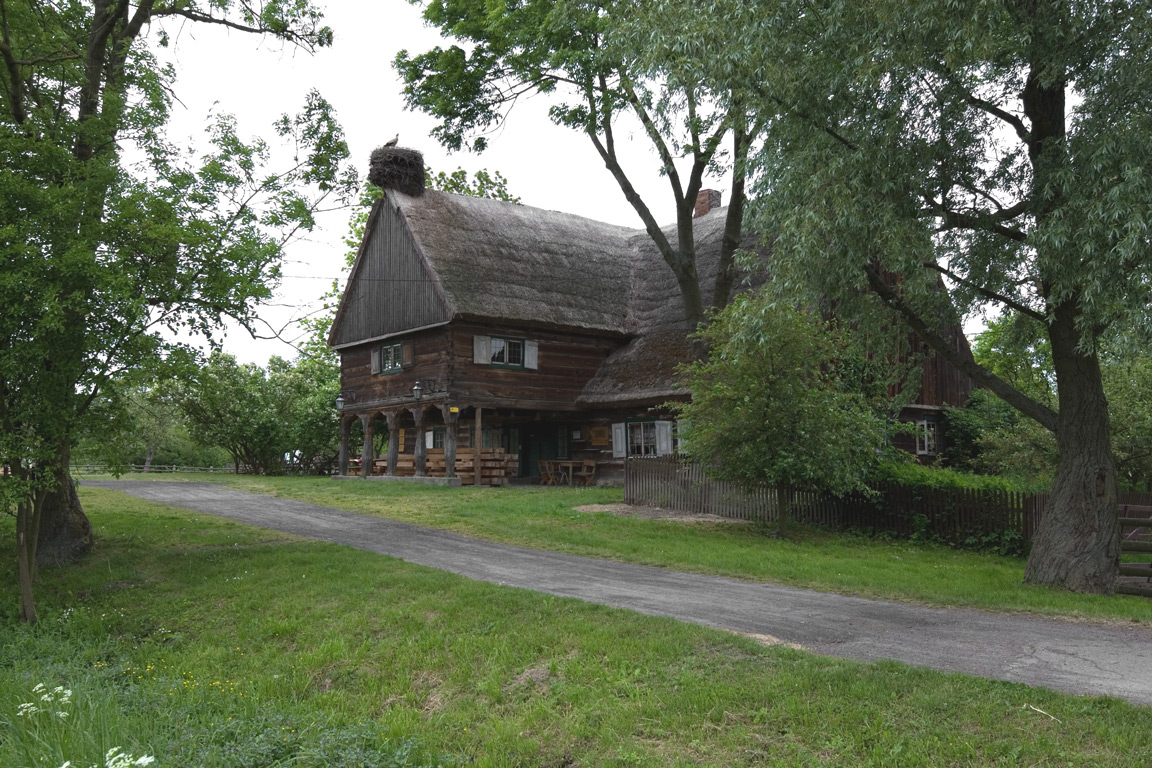
Chata pomennonicka w Chrystkowie

Zespół Parków Krajobrazowych nad Dolną Wisłą (do lipca 2018 r. Zespół Parków Krajobrazowych Chełmińskiego i Nadwiślańskiego) – zespół obejmujący trzy parki krajobrazowe: Chełmiński, Góry Łosiowe i Nadwiślański. Powierzchnia Zespołu wynosi obecnie ponad 60 tys. ha i obejmuje obszar od Bydgoszczy do Nowego. Administracyjnie położony jest on na terenie 4 powiatów i 17 gmin.
Dyrekcja Zespołu Parków Krajobrazowych nad Dolną Wisłą znajduje się w Świeciu nad Wisłą, ul. Sądowa 5. Park posiada Ośrodek Dydaktyczno-Muzealny ZPKChiN w zabytkowej pomennonickiej drewnianej chacie w Chrystkowie z 1770 r. Park Krajobrazowy współpracuje z Towarzystwem Przyjaciół Dolnej Wisły w Grucznie.

## Historia
W 1993 r. w Dolinie Dolnej Wisły utworzono pierwszy park krajobrazowy, który nosił nazwę Zespół Nadwiślańskich Parków Krajobrazowych (Rozporządzenie nr 142/93 Wojewody Bydgoskiego z dnia 6 maja 1993 r., Dz. Urz. nr 11 z dn. 9 sierpnia 1993 r.). Park obejmował wtedy ochroną lewy brzeg Wisły na powierzchni 33306,5 ha. W 1998 r. na prawym brzegu Wisły, w ówczesnym województwie toruńskim, powołano Chełmiński Park Krajobrazowy (Rozporządzenie nr 11/98 Wojewody Toruńskiego, Dz. Urz. nr 16 z 1998 r., póz. 89) o powierzchni 22336 ha. W tym samym roku zmieniono nazwę Zespołu Nadwiślańskich Parków Krajobrazowych na Nadwiślański Park Krajobrazowy (Rozporządzenie nr 33/98 Wojewody Bydgoskiego z dnia 31 sierpnia 1998 r., Dz. Urz. nr 54 z dn. 11 września 1998 r., póz. 256).
W marcu 1999 r., po reformie administracyjnej, nastąpiło połączenie dwóch parków (prawobrzeżnego i lewobrzeżnego) w Park Krajobrazowy Doliny Dolnej Wisły (Rozporządzenie nr 50/99 Wojewody Kujawsko-pomorskiego, Dz. Urz. nr 24 z dn. 13 kwietnia 1999 r., póz. 142). W dniu 21 maja 2003 r. Park Krajobrazowy Doliny Dolnej Wisły zmienił swoją nazwę na Zespół Parków Krajobrazowych Chełmińskiego i Nadwiślańskiego (Zarządzenie nr. 144/03 Wojewody Kujawsko-Pomorskiego z dnia 21 maja 2003 r.), pozostając formalnie jednym parkiem.
8 września 2005 r. Zespół Parków Krajobrazowych Chełmińskiego i Nadwiślańskiego został podzielony na dwa oddzielne parki: Chełmiński Park Krajobrazowy i Nadwiślański Park Krajobrazowy (Rozporządzenie nr 19/2005 i 20/2005 Wojewody Kujawsko-pomorskiego, Dz. Urz. nr 108, poz. 1873 i 1874) i tego samego dnia parki te zostały połączone w zespół nazwany identycznie jak poprzednio Zespół Parków Krajobrazowych Chełmińskiego i Nadwiślańskiego, będącym jednak obecnie zespołem parków, a nie jak wcześniej jednym parkiem (Zarządzenie nr 349/2005 Wojewody Kujawsko-pomorskiego).
W lipcu 2018 r. do zespołu włączono utworzony w maju tego samego roku Park Krajobrazowy Góry Łosiowe, zmieniając jednocześnie jego nazwę na Zespół Parków Krajobrazowych nad Dolną Wisłą.

## Charakterystyka
Parki obejmują środkowy fragment Doliny Dolnej Wisły od Bydgoszczy (północne obrzeża miasta od osiedla Piaski, poprzez Leśny Park Kultury i Wypoczynku, po Fordon) do Kozielca, w gminie Nowe. Znajdują się na terenie 17 gmin: Bydgoszcz, Osielsko, Dobrcz, Dąbrowa Chełmińska, Unisław, Kijewo Królewskie, Pruszcz Pomorski, Świecie, Chełmno, miasto Chełmno, Stolno, Jeżewo, Dragacz, Grudziądz, Rogóźno, Warlubie i Nowe.
Powierzchnia całego Zespołu Parków wynosi 60502,3 ha, co stawia go pod względem obszaru na drugim miejscu w województwie kujawsko-pomorskim (po Krajeńskim Parku Krajobrazowym) i w czołowej 10 w kraju (na 120 parków krajobrazowych w Polsce).
Park chroni naturalny krajobraz doliny Wisły, jednej z niewielu wielkich rzek europejskich, gdzie zostały zachowane naturalne ekosystemy z mozaiką siedlisk: przylegającymi do brzegów rzeki łąkami, starorzeczami, lasami łęgowymi oraz stromymi, aktywnymi geologicznie zboczami, dolinkami erozyjnymi, wąwozami porośniętymi grądami zboczowymi, roślinnością kserotermiczną i zbiorowiskami zaroślowymi.
Flora i fauna parku jest bardzo bogata; stwierdzono tu występowanie 1000 gatunków roślin naczyniowych i ponad 1100 gatunków chrząszczy. Najwartościowsze części parku objęto ochroną w rezerwatach przyrody.
Do charakterystycznych utworów Doliny Dolnej Wisły w obrębie parku należą:
- piaszczyste wyspy, ławice piasku – miejsca gniazdowania wielu ptaków;
- lasy łęgowe – europejski odpowiednik tropikalnych lasów deszczowych; mają najbardziej złożoną strukturę przestrzenną wśród lasów naszego kontynentu, miejsce lęgu dla ptactwa wodno-błotnego;
- wały przeciwpowodziowe;
- tereny zalewowe, ze starorzeczami i żyznymi polami uprawnymi;
- wydmy utworzone z piasków dolinnych, porośnięte borami sosnowymi,
- strefa zboczowa o nachyleniu do 50 stopni i deniwelacjach 60–70 m, porośnięta grądem zboczowym (dąb, lipa, grab, klon), z obrywami, osuwiskami oraz źródłami i wysiękami wód podziemnych; na zboczach zachodnich i południowych występują murawy kserotermiczne (stepowe);
- wysoczyzna morenowa, urozmaicona oczkami wodnymi.

Dolina Wisły jest miejscem bytowania, a zwłaszcza szlakiem wędrówek wielu gatunków zwierząt, szczególnie ptaków. Na wilgotnych i mokrych siedliskach licznie gniazduje ptactwo wodno-błotne.
Oprócz zasobów przyrodniczych park szczyci się zabytkami kultury (grodziska, założenia parkowo-pałacowe, zabudowania pomennonickie).
Osobliwością parku krajobrazowego są ponadto pozostałości starych sadów, w których znaleziono kilkadziesiąt tradycyjnych odmian drzew owocowych, głównie jabłoni i grusz, co stało się przyczynkiem do założenia kolekcji i szkółki starych odmian w Chrystkowie.

## Rezerwaty przyrody na terenie Zespołu Parków
- Góra św. Wawrzyńca – stepowy, ochroną objęty jest wał obronny dawnego grodziska w Kałdusie koło Chełmna, który porasta roślinność ciepłolubna (kserotermiczna).
- Grabowiec – leśny, położony na północny zachód od Sartowic, utworzony w celu ochrony naturalnego lasu liściastego z przewagą grabu; posiada liczne wąwozy i wzniesienia o dużych walorach krajobrazowych.
- Jezioro Fletnowskie – geomorfologiczny, obejmuje polodowcowe jezioro rynnowe z osadami, które pozwalają badać zmiany rozwoju doliny Wisły.
- Las Mariański – leśny, położony na północ od Ostromecka, na zboczach poprzecinanych jarami i strumieniami Doliny Dolnej Wisły; chroni grąd zboczowy. W rezerwacie występują liczne źródliska, z których Źródło Marii jest eksploatowane.
- Linje – torfowiskowy, obejmuje śródleśne torfowisko ze stanowiskiem brzozy karłowatej.
- Łęgi na Ostrowiu Panieńskim – leśny, położony na północny wschód od rezerwatu Ostrów Panieński z analogicznym lasem łęgowym.
- Ostnicowe Parowy Gruczna – stepowy, obejmuje fragment zboczy Doliny Dolnej Wisły między Topolinkiem i Grucznem; chroni murawy kserotermiczne z roślinnością ciepłolubną.
- Ostrów Panieński – leśny, położony przy Wiśle koło Chełmna; ochroną objęty jest unikatowy łęg wiązowo-jesionowy.
- Płutowo – leśny, ścisły rezerwat przyrody, w którym ochroną objęty jest grąd subkontynentalny; zajmuje głęboki parów ze strumieniem w okolicach wsi Płutowo.
- Reptowo – faunistyczny, położony przy wsi o tej samej nazwie, na północ od Ostromecka; powstał w celu ochrony siedlisk czapli siwej.
- Śnieżynka – leśny, obejmuje śródpolny parów z przepływającym przez niego strumykiem; zbocza wąwozu porasta las liściasty.
- Wielka Kępa Ostromecka – leśny, położony na prawym brzegu Wisły naprzeciw Fordonu (dzielnicy Bydgoszczy), chroni dobrze zachowany fragment lasu łęgowego.
- Wiosło Duże – leśno-stepowy, obejmuje fragment zalesionych stromych zboczy Doliny Dolnej Wisły leżączych na północ od Nowego.
- Zbocza Płutowskie – stepowy, założony w celu ochrony roślinności ciepłolubnej (kserotermicznej); położony pomiędzy Starogrodem a Płutowem.

## Turystyka
Zespół Parków Krajobrazowych Chełmińskiego i Nadwiślańskiego posiada duże walory turystyczne wynikające z faktu, że na jego terenie lub w jego okolicach znajdują się liczne zabytki; i tak najważniejszymi są:
- zespół parkowo-pałacowy w Ostromecku, w którego skład wchodzi barokowy pałac stary i klasycystyczny pałac nowy;
- drewniany barokowy kościółek we Włókach;
- barokowy kościół w Topolnie;
- pomennonicka chata w Chrystkowie z 1770 r.;
- młyn w Grucznie, w którym mieści się ośrodek muzealny i miniskansen uli;
- barokowy kościół w Starogrodzie;
- zespół zabytków Chełmna, w którego skład wchodzą średniowieczne kościoły, mury miejskie, baszty i bramy oraz zabytki z późniejszego okresu;
- średniowieczne i barokowe zabytki Świecia, w tym zamek krzyżacki, mury miejskie, kościół starofarny, zespół poklasztorny Bernardynów;
- zespół parkowy w Sartowicach;
- średniowieczne zabytki Nowego: dwa kościoły, zamek krzyżacki, mury;
- Strzelce Dolne (grodzisko w Bydgoszczy) grodzisko wczesnośredniowieczne
- liczne pomennonickie domostwa w miejscowościach: Wielki Lubień, Mątawy, Bratwin, Wielkie Zajączkowo i inne;
- liczne mennonickie cmentarze.

Tereny ZPKnDW są miejscem uprawiania paralotniarstwa, turystyki rowerowej i pieszej. Towarzystwo Przyjaciół Dolnej Wisły we współpracy z Parkiem wytyczyło w 2001, a w 2006 r. odnowiło,  czarny szlak rowerowy po Dolinie Dolnej Wisły: Cierpice – Solec Kujawski – Bydgoszcz – Świecie – Nowe – Gniew – Tczew – Kwidzyn – Grudziądz – Chełmno – Ostromecko – Zamek Bierzgłowski (447 km).
Przez tereny ZPKnDW przebiega lub o nie zahacza wiele szlaków rowerowych i pieszych, którymi opiekują się: Regionalny Oddział PTTK „Szlak Brdy”, Miejski Oddział PTTK w Bydgoszczy, Miejski Oddział PTTK w Toruniu, Oddział PTTK w Grudziądzu, Oddział PTTK w Kwidzynie, Pomorskie Porozumienie Oddziałów PTTK w Gdańsku, Bydgoskie Towarzystwo Cyklistów i urzędy gmin.
Atrakcjami turystycznymi na terenie ZPKnDW są również liczne obiekty przyrodnicze jak: Jaskinia Bajka koło Gądecza, Czarcie Góry i osuwiska sartowickie koło Świecia oraz liczne starorzecza.